# Liste griechischer Phrasen/Chi

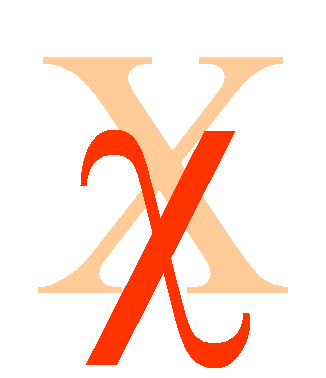
Chi

## Χαῖρε, κεχαριτωμένη, ὁ κύριος μετὰ σοῦ.

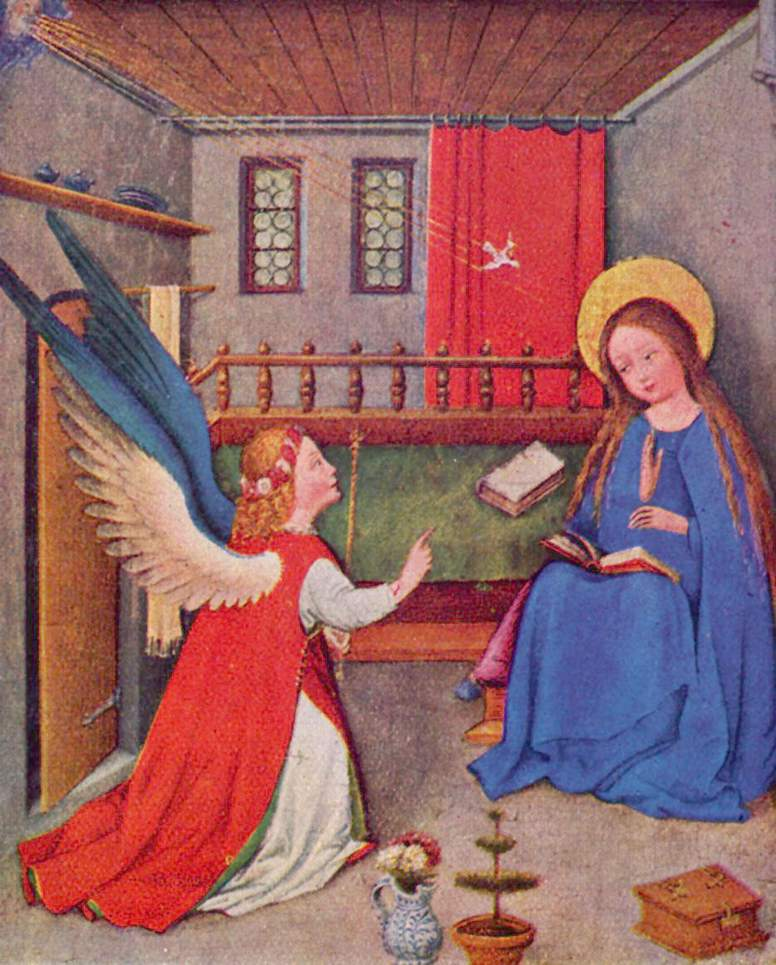
Verkündigung des Herrn:
Χαῖρε, κεχαριτωμένη, ὁ κύριος μετὰ σοῦ.
(Oberrheinischer Meister um 1410)

Χαῖρε, κεχαριτωμένη, ὁ κύριος μετὰ σοῦ.
Chaire, kecharitōmenē, ho kyrios meta sou.
„Sei gegrüßt, du Gnadenreiche, der Herr ist mit dir.“
Nach dem Evangelium nach Lukas waren dies die Worte, mit denen der Engel Gabriel die Jungfrau Maria begrüßte und ihr verkündete, dass sie die Mutter des Erlösers sein werde. Lateinisch lautet diese Stelle „Ave gratia plena, Dominus tecum.“
Von diesen Worten leitet sich das Ave Maria ab, eines der Grundgebete der katholischen Kirche:
Gegrüßet seist Du, Maria,

voll der Gnade,

der Herr ist mit Dir.
An Verkündigung des Herrn feiert die Kirche, was im Lukasevangelium berichtet wird: Der Engel Gabriel kommt zu Maria nach Nazaret und kündigt ihr die Geburt ihres Sohnes Jesus durch die Kraft des Heiligen Geistes ohne Mitwirkung eines Mannes an. Deshalb wird auch das Kind heilig und Sohn Gottes genannt werden. Diese Ankündigung ist zugleich als Moment der Empfängnis verstanden.

## Χαίρετε.
Χαίρετε.
Chairete! (neugriechische Aussprache: Chérete!)
„Freut euch!“
Chérete ist eine im Griechischen auch heute noch gebräuchliche Gruß- und Abschiedsformel.
Diese Aufforderung ist auch der kürzeste Vers im Neuen Testament und findet sich im 1. Brief des Paulus an die Thessalonicher. Im Griechischen besteht der Vers aus zwei Worten, die deutsche Übersetzung benötigt etwas mehr:

«Πάντοτε χαίρετε»

„Pantote chairete“

„Freut euch zu jeder Zeit!“

Im Kontext schreibt der Apostel Paulus:

„15 Seht zu, dass keiner dem andern Böses mit Bösem vergilt, sondern bemüht euch immer, einander und allen Gutes zu tun! 16 Freut euch zu jeder Zeit! 17 Betet ohne Unterlass! 18 Dankt für alles; denn das ist der Wille Gottes für euch in Christus Jesus.“

Im Singular (χαίρε chaire/chere) kommt diese Wendung auch mehrfach in der griechischen Nationalhymne Ymnos is tin Eleftherian (Hymne an die Freiheit) vor:

«Χαίρε, ω χαίρε, Ελευθεριά!»

„Chere, o chere, Eleftheria!“

„Freiheit, sei gegrüßt, o sei gegrüßt!“

## Χαίρετε, καὶ μέμνησθε τὰ δόγματα.

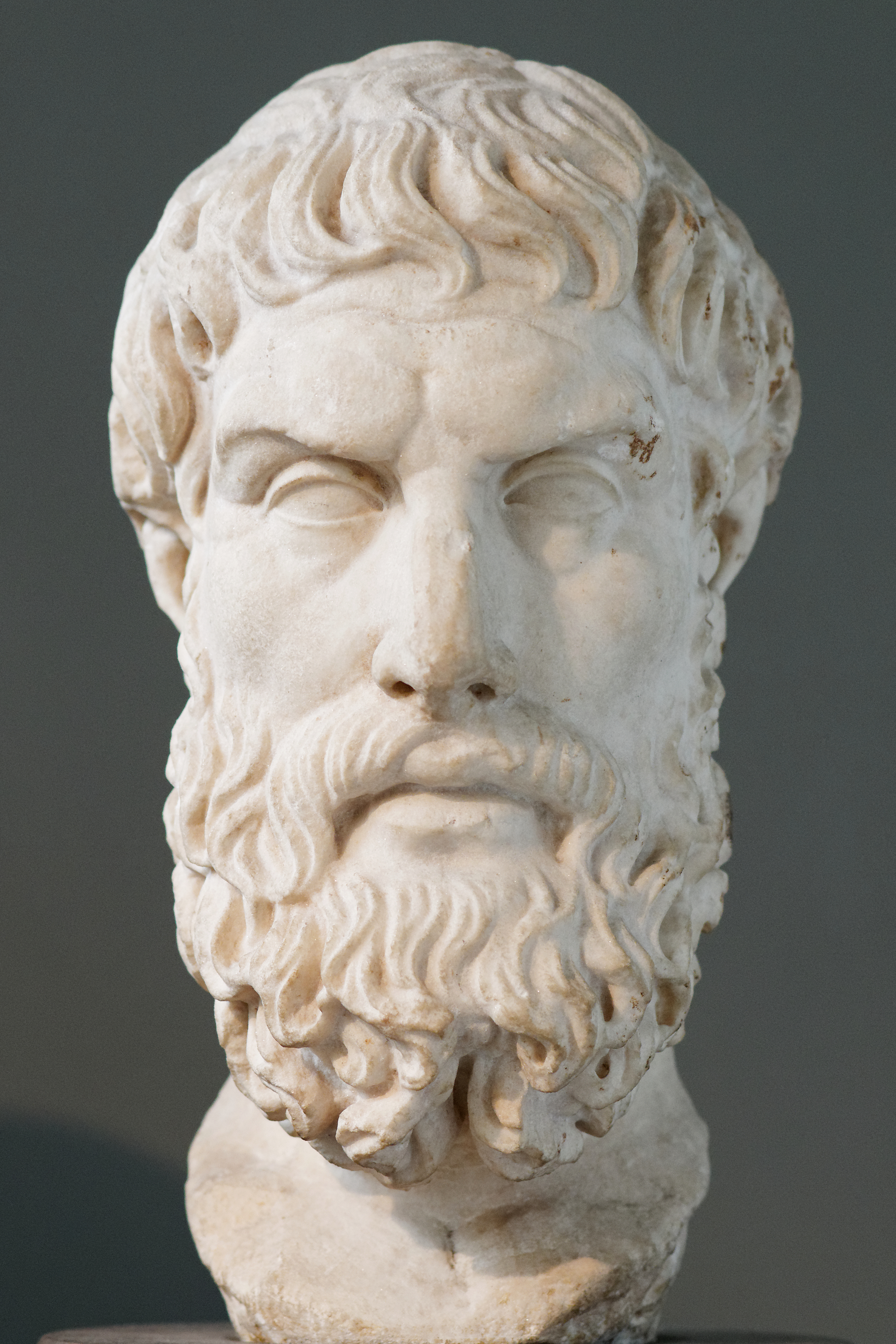
Epikur

Χαίρετε, καὶ μέμνησθε τὰ δόγματα.
Chairete, kai memnēsthe ta dogmata.
„Jetzt lebt wohl und erinnert euch der Lehren.“
Letzte Worte des Philosophen Epikur an seine Schüler laut Diogenes Laertios. Er starb an einer Nierenkolik. In einem Brief an einen seiner Schüler beschrieb er seinen letzten Lebenstag so:

„Es ist der gepriesene Festtag und zugleich der letzte Tag meines Lebens, an dem ich diese Zeilen schreibe. Harnzwang und Dysenterie haben sich bei mir eingestellt mit Schmerzen, die jedes erdenkliche Maß überschreiten. Als Gegengewicht gegen all dies dient mir die freudige Erhebung der Seele bei der Erinnerung an die zwischen uns gepflegten Gespräche.“

Epikur hat sich mehrfach zum Thema Tod und Sterben geäußert:
- „Ein jeder scheidet aus dem Leben, als sei er gerade geboren.“[6]
- «Ὁ θάνατος οὐδὲν πρὸς ἡμᾶς.»:[7]
„Der Tod berührt uns nicht.“
- «Τὸ φρικωδέστατον οὖν τῶν κακῶν ὁ θάνατος οὐθὲν πρὸς ἡμᾶς͵ ἐπειδήπερ ὅταν μὲν ἡμεῖς ὦμεν͵ ὁ θάνατος οὐ πάρεστιν͵ ὅταν δὲ ὁ θάνατος παρῇ͵ τόθ΄ ἡμεῖς οὐκ ἐσμέν.»:[8]
„Das schauerlichste Übel also, der Tod, geht uns nichts an; denn solange wir existieren, ist der Tod nicht da, und wenn der Tod da ist, existieren wir nicht mehr.“

## Χαλεπὰ τὰ καλά.
Χαλεπὰ τὰ καλά.
Chalepa ta kala.
„Das Gute ist schwer (zu erreichen).“
Zitat aus dem Dialog Der Staat, in dem Platon zu seinem älteren Bruder Glaukon sagt:

„Es kommt mir gar nicht vor, als wäre sie unbedeutend, entgegnete er, denn vielleicht, o Sokrates, ist wahr, was man zu sagen pflegt, daß das Schöne schwer ist.

Es sieht so aus, versetzte ich. Und wisse nur, Glaukon, wie mir es vorkommt, werden wir auf solchen Wegen, wie wir sie gegenwärtig in den Untersuchungen wandeln, genau dies nimmermehr erfassen, denn ein anderer, größerer und längerer Weg ist es, der hierzu führt, vielleicht indessen steht es im richtigen Verhältnisse zu dem vorher Gesagten und Untersuchten.“

Dieser Satz ist auch überliefert durch Plutarchs Schrift über die Erziehung und wird bei Erasmus von Rotterdam mit „Difficilia quae pulchra“ ins Lateinische übersetzt. Eine Variante ist „Quae pulchra, eadem difficilia“.

## Χαλεπὸν ἐσθλὸν ἔμμεναι.
Χαλεπὸν ἐσθλὸν ἔμμεναι.

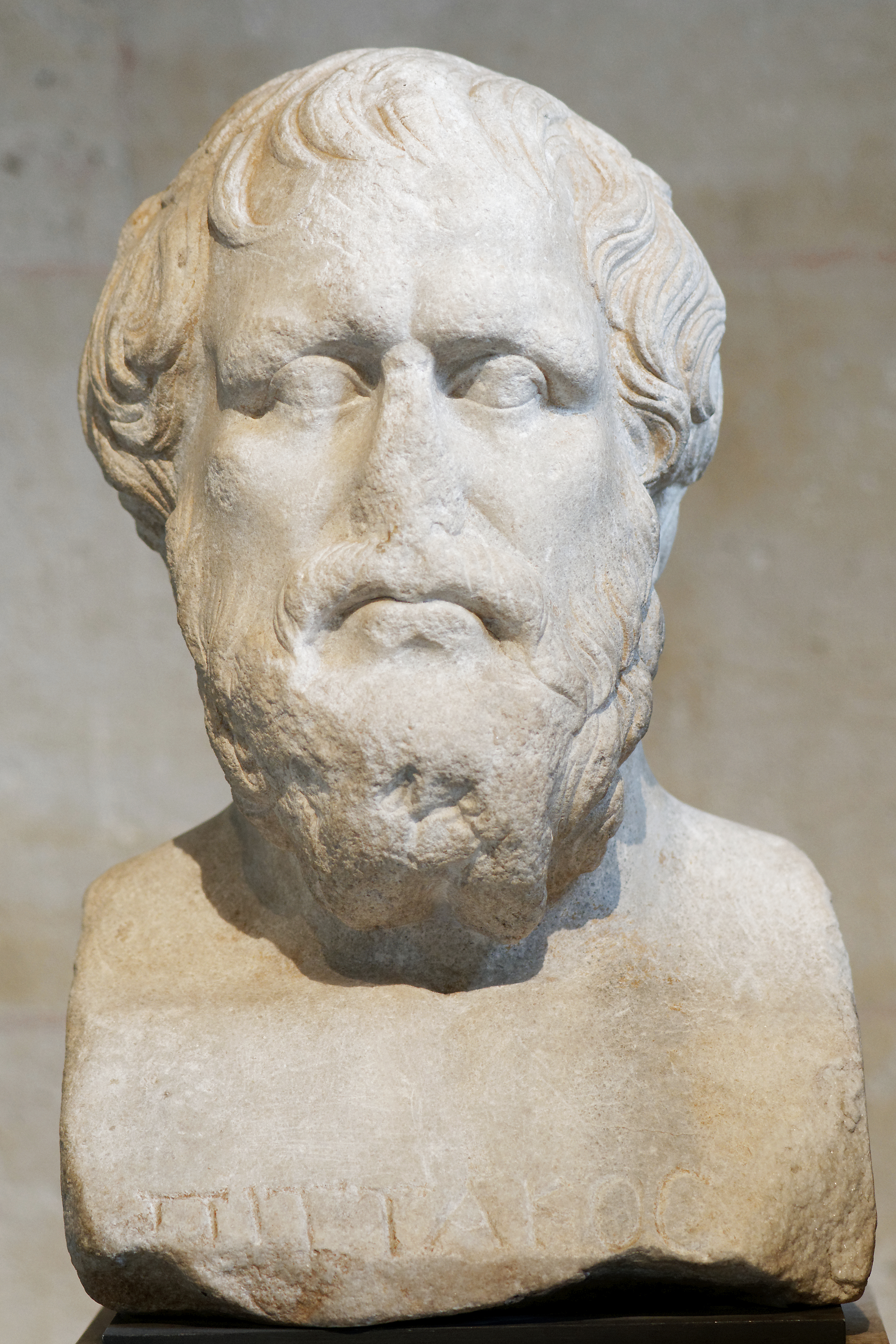
Pittakos

Chalepon esthlon emmenai.
„Es ist schwer, edelmütig zu werden.“
Ausspruch des Tyrannen Pittakos von Mytilene auf Lesbos, eines der Sieben Weisen, dem der Dichter Simonides von Keos entgegnet, es sei nicht schwer, edel zu werden, sondern es zu sein.
Im Dialog Protagoras lässt Platon Sokrates Folgendes äußern:

„Laßt es uns also alle mit einander darauf ansehen, ob ich recht habe: Gleich der Anfang dieses Gedichtes würde ja widersinnig erscheinen, wenn er bloß sagen wollte, es sei schwierig, ein braver Mann zu werden, und dann dennoch jenes Wohl gesetzt hätte. Denn dasselbe ist offenbar ganz zwecklos eingeschoben, wenn man nicht annimmt, Simonides trete damit gleichsam streitend gegen den Ausspruch des Pittakos auf. Indem nämlich Pittakos sagt: Schwer ist es, ein braver Mann zu sein, erklärt er dagegen: Nein, aber wohl es zu werden, Pittakos, ist in Wahrheit schwer; denn nicht muß man verbinden in Wahrheit werden ein braver Mann, und nicht hierauf bezieht er das in Wahrheit, als wenn es einige gäbe, die wirklich brav, und andere, die es auch, aber nicht in Wirklichkeit sind; denn das wäre offenbar abgeschmackt und des Simonides nicht würdig; sondern man muß eine Versetzung des in Wahrheit im Gedichte annehmen, so daß wir den Ausspruch des Pittakos uns etwa so denken, als ob dieser selbst redete und Simonides ihm antwortete, indem der erstere sagte: O Menschen, schwer ist es, wacker zu sein, und der letztere ihm erwiderte: Pittakos, du hast Unrecht, denn nicht es zu sein, aber wohl zu werden ein wackerer Mann, an Haupt und Gliedern und Geiste kraftvoll, der jeglichen Tadels bar und ledig ist, ist in Wahrheit schwer.“

## χάλκεα χρυσείων
χάλκεα χρυσείων
chalkea chryseiōn
„Bronze gegen Gold“

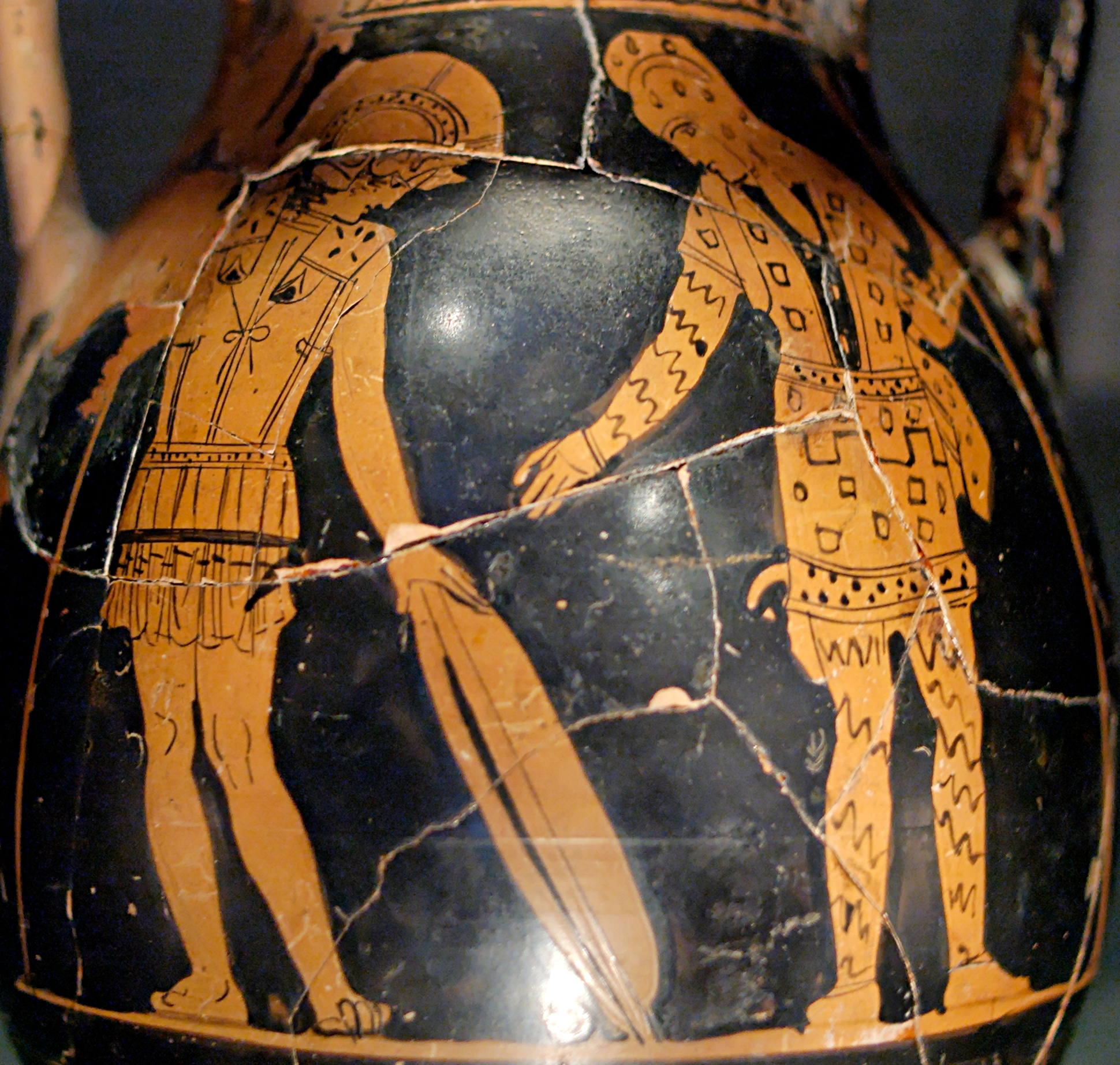
Diomedes und Glaukos tauschen die Waffen

Beispiel für einen ungleichen Tausch aus der Ilias. Der auf Seiten der Trojaner kämpfende Heerführer Glaukos entdeckte auf dem Schlachtfeld vor Troja den griechischen Vorkämpfer Diomedes und beschloss, die einst von ihren Großvätern geschlossene Gastfreundschaft durch den Tausch von Gastgeschenken zu bekräftigen. Zeus aber verwirrte Glaukos, so dass er mit Diomedes seine goldenen Waffen gegen dessen bronzene tauschte. Seine eigenen Waffen waren aber hundert Rinder wert, die Waffen des Diomedes jedoch nur neun Rinder:
ἔνθ' αὖτε Γλαύκῳ Κρονίδης φρένας ἐξέλετο Ζεύς,

ὃς πρὸς Τυδεΐδην Διομήδεα τεύχε' ἄμειβε

χρύσεα χαλκείων, ἑκατόμβοι' ἐννεαβοίων.
Doch den Glaukos erregte Zeus, daß er ohne Besinnung

Gegen den Held Diomedes die Rüstungen, goldne mit ehrnen,

Wechselte, hundert Farren sie wert, neun Farren die andern.
Das Beispiel wird zitiert mit Bezug auf einen ungleichen Tausch: „Gold gegen Bronze“ oder „Bronze gegen Gold“.

## χαμαιλέοντος εὐμεταβολώτερος

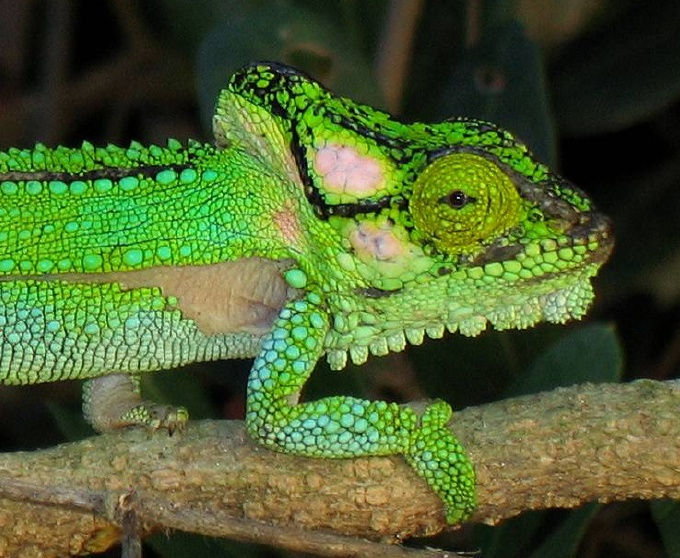
Chamäleon

χαμαιλέοντος εὐμεταβολώτερος
chamaileontos eumetambolōteros
„wechselhafter als ein Chamäleon“
Die Chamäleons (χαμαιλέων chamailéōn, wörtlich „Erdlöwe“) galten auch im antiken Griechenland als Sinnbild der Unbeständigkeit. Sprichwörtlich ist das Chamäleon als Begriff für Personen, die es verstehen, sich jeder Umgebung anzupassen.
Der Farbwechsel dient aber nicht in erster Linie der Tarnung, sondern vor allem zur Kommunikation mit Artgenossen. Die Bereitschaft zur Balz wird z. B. oft von auffälligeren Farben und Mustern begleitet. Die Färbung hängt zudem von äußeren Faktoren wie Tageszeit oder Temperatur ab. Um die Farbe zu wechseln, verwenden die Tiere kleinste Muskeln, die darunter liegende Farbpigmente freilegen bzw. überdecken können.

## Χεῖρ χεῖρα νίπτει.
Χεῖρ χεῖρα νίπτει.
Cheir cheira niptei.
„Eine Hand wäscht die andere.“
Lateinisch: Manus manum lavat.
Redewendung für „gegenseitige Unterstützung ist hilfreich“, meist mit negativer Konnotation.
Sie ist zuerst bei Epicharmus (5. Jahrhundert v. Chr.) zu finden und von Platon überliefert:

«Ἁ δὲ χεῖρ τὰν χεῖρα νίζει· δός τί καὶ λάβοις τί κα.»

„Hā de cheir tān cheira nizei; dos ti kai labois ti ka.“

„Hand wird nur von Hand gewaschen; wenn du nehmen willst, so gib!“

Von Menander (4. Jahrhundert v. Chr.) ist folgende Variante überliefert:

«Χεὶρ χεῖρα νίπτει, δάκτυλοι δὲ δακτύλους.»

„Cheir cheira niptei, daktyloi de daktylous.“

„Eine Hand wäscht die andere, die Finger waschen Finger.“

Lateinisch (hier werden die Finger zuerst genannt.):

“Digitum lavat digitus et manum manus.”

„Finger wäscht Finger und Hand wäscht Hand.“

## χθόνιοι θεοί
χθόνιοι θεοί
chthonioi theoi
„chthonische Götter“
Chthonische Götter sind erdverbundene Gottheiten (χθών chthōn: „Erde, Erdboden“), die einen geringeren Rang einnehmen als die zwölf olympischen Götter.
Der Altphilologe Ulrich von Wilamowitz-Moellendorff schreibt in seiner Abhandlung Die erste Rede des Antiphon:

„Aber die Erinyen sind die Vollstrecker des Willens der χθόνιοι, so weit diese des Rechtes walten, und uns ist ihre Nennung bezeichnender. Wissen wir doch, dass gegen die Gattenmörderin Klytaimnestra die Erinyen nicht eingeschritten sind, dass aber den Orestes die Erinyen des Vaters zur Rache ebenso jagten, wie die der Mutter nach vollbrachter That.“

## χίασμα ὀπτικόν
χίασμα ὀπτικόν
chíasma optikon
„optische Kreuzung“

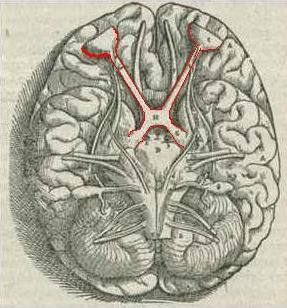
Chiasma opticum

Mit der latinisierten Bezeichnung Chiasma opticum, wird die Sehnervenkreuzung der Sehnerven vom rechten und linken Auge beschrieben.
Im Chiasma opticum kreuzen die Nervenfasern jeweils der nasenwärts gelegenen Sinneszellen der Netzhaut zur gegenüberliegenden Großhirnhälfte. Dadurch bekommt die rechte Hirnhälfte nur Seheindrücke der linken Gesichtsfeldhälften zur Verarbeitung und umgekehrt.
Der Begriff Chiasma, deutsch „Kreuzung“, leitet sich von Form und Namen des griechischen Buchstaben Chi ab.

## Χίλια ἔτη ἐν ὡς ἡ ἡμέρα.
Χίλια ἔτη ἐν ὡς ἡ ἡμέρα.
Chilia etē en hōs hē hēmera.
„tausend Jahre sind wie ein Tag“
Zitat aus Psalm 90 nach der griechischen Septuaginta-Übersetzung des Alten Testaments:

«ὅτι χίλια ἔτη ἐν ὀφθαλμοῖς σου ὡς ἡ ἡμέρα ἡ ἐχθές, ἥτις διῆλθεν, καὶ φυλακὴ ἐν νυκτί.»

„Denn tausend Jahre sind in deinen Augen wie der Tag, der gestern vergangen ist, wie eine Wache in der Nacht.“

Im neutestamentlichen 2. Brief des Petrus wird darauf Bezug genommen, wenn es heißt:

„Eins aber sei euch nicht verborgen, ihr Lieben, dass ein Tag vor dem Herrn wie tausend Jahre ist und tausend Jahre wie ein Tag.“

Chiliasmus bezeichnet den Glauben an die Wiederkunft Jesu Christi und das Aufrichten seines tausend Jahre währenden Reichs, manchmal mit Israel als Weltmacht. Der Begriff wird auch als Bezeichnung für den Glauben an das nahe Ende der Welt verwendet. Als Christus 1000 n. Chr. nicht erschien, wurde es notwendig, die Dauer der tausend Jahre allegorisch aufzufassen.

## χλαῖναι καὶ χιτῶνες
χλαῖναι καὶ χιτῶνες
chlainai te chitōnes
„Mäntel und Leibröcke“
Wendung, die Homer oft – in der Form „χλαῖναι τε χιτῶνες“ – verwendet, wenn er die Kleidung der griechischen Soldaten vor Troja beschreibt:
- Die χλαῖνα chlaina entspricht der römischen Toga.
- Der χιτών chitōn entspricht der römischen Tunika.

Beide zusammen sind der Hintergrund für das deutsche Sprichwort „Das Hemd ist mir näher als der Rock.“ Das lateinische Äquivalent dafür ist: „Tunica pallio propior est.“
Der Humanist Erasmus von Rotterdam schreibt in seiner Sprichwörtersammlung Adagia dazu erläuternd:

„Bei Plautus im Trinummus steht die sprichwörtliche Metapher: Die Tunica ist mir näher als das Pallium. Damit ist gemeint, daß wir den einen von unseren Freunden mehr, den anderen weniger verpflichtet sind und daß nicht alle den gleichen Anspruch auf unsere Hilfe haben.“

Weiter erklärt Erasmus die antike Rangordnung der Verpflichtungen, wie sie Gellius aufführt:
1. Eltern
2. Mündel
3. Klienten
4. Gastfreunde
5. Bluts- und Anverwandte.

## ΧΡ
ΧΡ
„Chi-Rho“

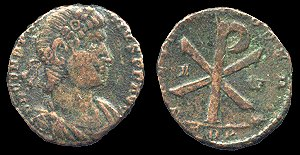
Christusmonogramm Chi-Rho auf einer römischen Münze aus dem 4. Jahrhundert

Das Christusmonogramm ΧΡ oder Konstantinische Kreuz ist nach dem Kreuz und dem Fisch (ἰχθύς ichthys) das am häufigsten verwendete Symbol für Jesus Christus, besonders in der Spätantike.
Zum christlichen Symbol wurde das Christusmonogramm, weil die Ligatur ΧΡ die ersten beiden Buchstaben des Wortes Χριστός („Christus“) verbindet. Die Laute „Ch“ und „R“ werden im Griechischen durch die Buchstaben Χ (Chi) und Ρ (Rho) repräsentiert, die mit den lateinischen Buchstaben X und P optisch identisch sind.
Siehe auch ΙΗΣ („JES[US]“) und ΙΧΘΥΣ („ICHThYS“).

## Χρὴ τὸ λέγειν τε νοεῖν τ’ ἐὸν ἔμμεναι.
Χρὴ τὸ λέγειν τε νοεῖν τ’ ἐὸν ἔμμεναι.
Chrē to legein te noein t’ eon emmenai.
„Man muss sagen und denken, dass etwas ist.“
Zitat aus den Fragmenten des Philosophen Parmenides von Elea.

«Χρὴ τὸ λέγειν τε νοεῖν τ’ ἐὸν ἔμμεναι: ἔστι γὰρ εἶναι, μηδὲν δ’ οὐκ ἔστιν.»

„Chrē to legein te noein t’ eon emmenai: esti gar einai, mēden d’ ouk estin.“

„Man muss sagen und denken, dass etwas ist: Denn das Sein existiert, nicht aber das Nicht-Sein.“

Das einzige Werk des Parmenides ist ein Lehrgedicht, das unter dem Titel Über das Sein bekannt geworden ist, sich allerdings nur in wenigen Fragmenten erhalten hat. Der gängigen Interpretation zufolge ging es Parmenides darum, die Alltagswahrnehmung der Welt als eine Scheinwahrheit aufzudecken.
Das Seiende ist der Hauptbegriff der parmenideischen Philosophie. Theophrast hat dies folgendermaßen zusammengefasst:

„Was vom Seienden verschieden ist, ist kein Seiendes; was kein Seiendes ist, ist nichts; also ist das Seiende eines.“

Das Seiende muss daher ewig sein, denn das Seiende kann nicht aus dem Nichtseienden entstanden sein.

## Χριστός ανέστη.
Χριστός ανέστη.
Polytonisch: Χριστὸς ἀνέστη.
Christós anésti.
„Christus ist auferstanden!“

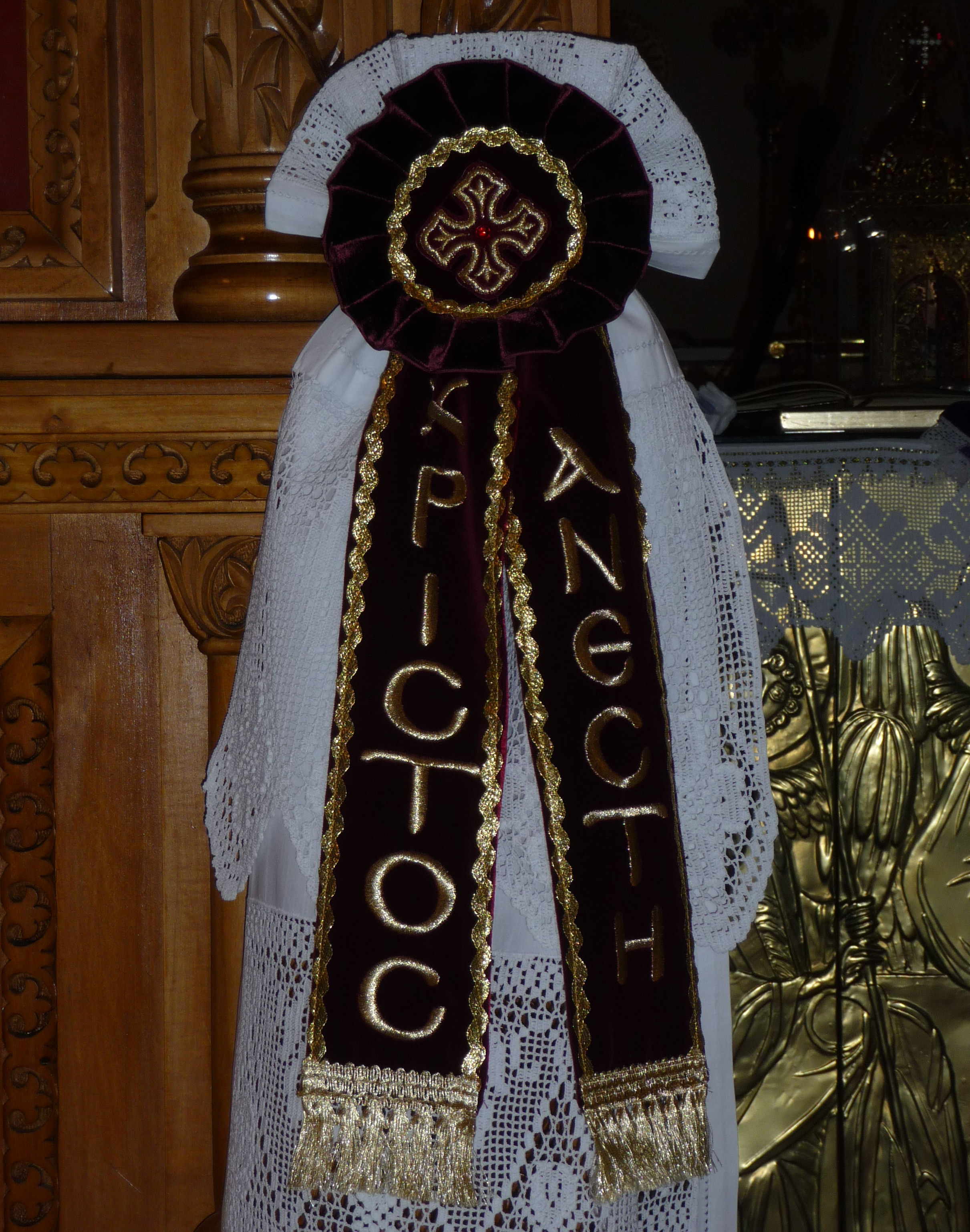
Χριστός ανέστη (ΧΡΙϹΤΟϹ ΑΝΕϹΤΗ) in der Osternacht

In Griechenland üblicher Ostergruß, den man sich in der Osternacht und am Ostersonntag zuruft. Die Antwort darauf ist:
Ἀληθώς ἀνέστη.
Polytonisch: Ἀληθῶς ἀνέστη.
Alithós anésti.
„Er ist wahrhaftig auferstanden!“
Der Priester bemüht sich, den entscheidenden Satz „Christós anésti“ pünktlich um Mitternacht zu singen, und wird dabei oft von Knallkörpern unterbrochen.
Martin Pristl beschreibt die Osternacht in Gebrauchsanweisung für Griechenland so:

„Die Vorsänger sind selten Punkt Mitternacht mit der Liturgie zu Ende, sehen auf die Uhr (23.45 Uhr, noch Samstag also), schielen zum Popen, der ebenfalls einen Blick auf die Uhr wirft, dann mit den Achseln zuckt und dem Kirchendiener das verabredete Zeichen gibt, worauf dieser nach und nach die elektrischen Sicherungen herausdreht. Nach einigen Sekunden Dunkelheit – jetzt herrscht wirklich Stille – klickt ein Feuerzeug, und der Pope entzündet die Osterkerze: Christós anésti! schallt es vom Altar, Christus ist auferstanden! Die Kirchenglocken beginnen zu läuten, die Kerzen werden nach und nach entzündet. Man umarmt sich gegenseitig, küßt sich, wiederholt Christós anésti und antwortet gleich selbst Alithós anésti – Wahrhaftig, er ist auferstanden.“

Das Osterfest ist in der Orthodoxen Kirche das Hauptfest und wird gewöhnlich nach jüdischem Vorbild Πάσχα Pascha (Aussprache Pas-cha) genannt. Weil die Feste nach dem alten Julianischen Kalender begangen werden, fällt es nur alle paar Jahre mit dem westlichen Osterfest zusammen; meist wird es ein bis fünf Wochen später gefeiert (siehe Osterdatum).

## Χρόνια πολλά!
Χρόνια πολλά!
Chronia polla!
„Viele Jahre!“
Dieser neugriechische Gruß wird, um den aktuellen Anlass ergänzt, zu jeder Festlichkeit, sei es nun Neujahr, Ostern oder Geburtstag, gewünscht:
- „Χρόνια πολλά και καλή χρονιά!“ („Alles Gute zum neuen Jahr!“)
- „Χρόνια πολλά σε όλους. Χριστός Ανέστη!“ („Frohe Ostern!“)
- „Χρόνια πολλά, καλά κι ευτυχισμένα!“ („Herzliche Gluckwunsche! Viele und glückliche Jahre!“)
- „Χρόνια Πολλά για τα γενέθλιά σου!“ („Herzliche Glückwünsche zum Geburtstag!“)

## Χρόνος δ’ ἀμαυροῖ πάντα κεἰς λήθην ἄγει.
Χρόνος δ’ ἀμαυροῖ πάντα κεἰς λήθην ἄγει.
Chronos d’ amauroi panta keis lēthēn agei.
„Die Zeit verdunkelt alles, gibt es dem Vergessen preis.“
Sentenz aus den Monosticha des Dichters Menander.
Lateinisch lautet der Satz: „Diesque celat omnia atque oblitterat.“

## χρυσᾶ ὄρη ὑπισχνεῖσθαι
χρυσᾶ ὄρη ὑπισχνεῖσθαι
chrysā orē hypischneisthai
„goldene Berge versprechen“
Diese Redewendung geht wie die lateinische Entsprechung „aureos polliceri montes“ womöglich auf Goldvorkommen in den „goldenen Bergen“ des alten Persien zurück. Diese aber waren so weit entfernt, dass ein solches Versprechen nicht eingelöst werden konnte.
Der Humanist Erasmus von Rotterdam schreibt in seiner Sprichwörtersammlung Adagia:

„Eine sprichwörtliche Hyperbel dafür, daß jemand großartige Versprechungen macht und die herrlichsten Dinge in Aussicht stellt. Es leitet sich vom Größenwahn der Perser her, die wegen ihrer Goldminen mit goldenen Bergen prahlten.“

Weiter schreibt Erasmus:

„Apuleius im ersten Teil seiner Apologie: Wenn sich einer nur aus Habsucht arm fühlt und bei allem Gewinst nie genug bekommen kann, den werden auch goldene Berge nicht zufriedenstellen. Der hl. Hieronymus gegen Rufinus: Goldene Berge hast du versprochen, und was bekommt man von deinen Schätzen? Nicht einmal einen braunen Heller.“

## χρύσεον γένος
χρύσεον γένος
chryseon genos
„goldenes Zeitalter“
Lateinisch aurea aetas
Das Goldene Zeitalter bezeichnet eine als Idealzustand betrachtete Urphase der Menschheitsgeschichte. Der Mythos wird erstmals vom Dichter Hesiod erwähnt. Dieser schildert in Werke und Tage (109 ff.) die Zeit des Goldenen Geschlechts der Sterblichen, in welcher der Gott Kronos (der Vater des Zeus) herrschte. Damals lebten die Menschen in Frieden, sorglos wie Götter, ihre Körper alterten nicht, ihr Tod war ein Einschlafen, und sie genossen ihre Festlichkeiten. Hauptmerkmal dieses Zeitalters war, dass die Erde von sich aus alle benötigte Nahrung reichlich hervorbrachte.
Eine alternative lateinische Bezeichnung war „Saturnia regna“ („Herrschaft Saturns“, der mit Kronos identifiziert wurde).

## Χρυσὸν γὰρ διζήμενοι γῆν πολλὴν ὀρύσσουσι καὶ εὑρίσκουσιν ὀλίγον.
Χρυσὸν γὰρ διζήμενοι γῆν πολλὴν ὀρύσσουσι καὶ εὑρίσκουσιν ὀλίγον.
Chryson gar dizēmenoi gēn pollēn oryssousi kai heuriskousin oligon.
„Die nach Gold suchen, graben viel Erde um und finden nur wenig.“
Zitat von Heraklit, das der frühchristliche Theologe Clemens von Alexandria verwendete und somit überlieferte.

## Χρυσόν Κέρας
Χρυσόν Κέρας
Chryson Keras
„Goldenes Horn“

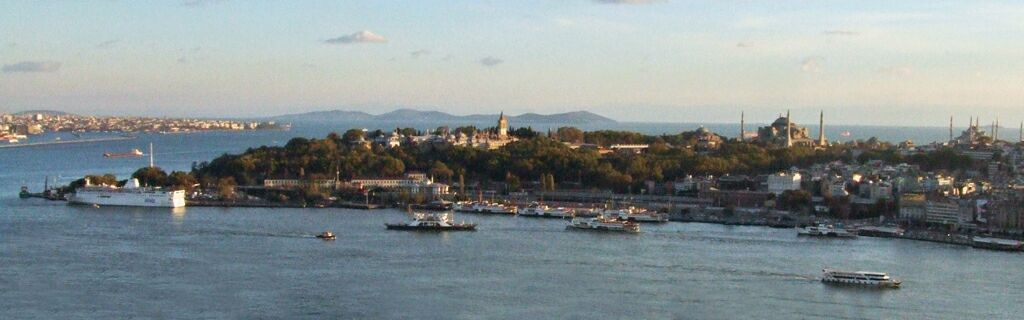
Goldenes Horn

Das Goldene Horn (türkisch Haliç) ist eine langgezogene, ähnlich einem Horn gebogene Bucht des Bosporus in Istanbul und begrenzt gemeinsam mit dem Marmarameer die südlich von ihm gelegene Halbinsel, auf der der historische Kern der Stadt liegt. Während des Byzantinischen Reichs war das Goldene Horn der wichtigste Hafen der Stadt. Am Eingang zum Horn gab es eine große Kette, die verhinderte, dass unerwünschte Schiffe hereinkamen.
Der Name hat seinen Ursprung in dem Prunk, mit dem die Herrscher des Römischen und später Oströmischen Reiches ihre Macht und ihren Reichtum zur Schau stellten.

## Χρώμεθα γὰρ πολιτείᾳ

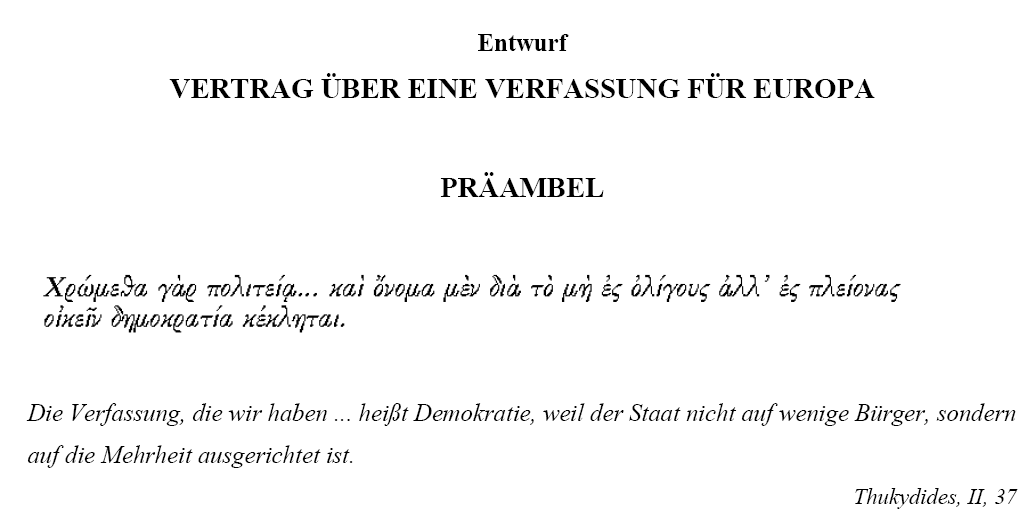
Verfassungsentwurf für die Europäische Union

Χρώμεθα γὰρ πολιτείᾳ
Chrōmetha gar politeia
„Denn wir machen Gebrauch von einer Verfassung“
Diese Worte aus der Gefallenenrede des Perikles in der Geschichte des Peloponnesischen Krieges von Thukydides auf die Toten des ersten Kriegsjahres sind der Anfang eines stolzen Satzes, der vollständig folgendermaßen lautet:

«Χρώμεθα γὰρ πολιτείᾳ οὐ ζηλουσῃ τοὺς τῶν πέλας νόμους, παράδειγμα δὲ μᾶλλων αὐτοὶ ὄντες τισὶν ἢ μιμούμενοι ἑτέρους, καὶ ὄνομα μὲν διὰ τὸ μὴ ἐς ὀλίγους ἀλλ’ ἐς πλείονας οἰκεῖν δημοκρατία κέκληται.»

„Denn wir haben eine Verfassung, die sich nicht nach den Gesetzen der Nachbarn richtet; eher sind wir selbst das Vorbild für andere als dass wir uns nach anderen richten; und weil die Herrschaft nicht auf wenigen, sondern auf der Mehrheit beruht, heißt sie Demokratie.“

Diese Rede wollte der französische Politiker Valéry Giscard d’Estaing als Präambel vor die geplante Europäische Verfassung setzen. Nach Giscard d’Estaings Willen sollte eines Tages jedes Schulkind diese Präambel deklamieren können. Doch der fehlende Gottesbezug erregte Widerspruch unter den katholisch geprägten Ländern Irland, Portugal und Polen.
Joachim Fritz-Vannahme schrieb in der Wochenzeitung Die Zeit vom 17. Juni 2004 über den Verfassungsstreit:

„Giscards schwülstiger erster Abschnitt fiel der irischen Schere jetzt ganz zum Opfer, und mit ihm der umstrittene Passus aus Thukydides’ Geschichte des Peloponnesischen Krieges: ‚Die Verfassung, die wir haben …, heißt Demokratie…‘ Ausgerechnet dem dort zitierten Perikles war weniger an der Demokratie als an seiner Rolle als Erster und Einziger in der Polis gelegen.“

## χώρα του φωτός
χώρα του φωτός
chora tou fotos
„Land des Lichts“
Mit 300& Sonnentagen und rund 3.000 Sonnenstunden im Jahr bezeichnet sich Griechenland selbst als Land des Lichts. Ελλάδα, χώρα του φωτός Ellada, chora tou fotos („Griechenland, Land des Lichts“) war auch der Titel, mit dem die griechische Sängerin Keti Garbi im Jahr 1993 beim Eurovision Song Contest antrat.

## Χωρὶς γυναικὸς ἀνδρὶ κακὸν οὐ γίγνεται.
Χωρὶς γυναικὸς ἀνδρὶ κακὸν οὐ γίγνεται.
Chōris gynaikos andri kakon ou gignetai.
„Nichts Schlechtes widerfährt dem Mann, der ledig bleibt.“
Lateinisch: Non ullum sine muliere fit malum viro.
Es handelt sich um eine von vielen misogynen Sentenzen aus den Monosticha des Komödiendichters Menander, für den die Ehe ein notwendiges Übel (ἀναγκαῖον κακόν) war. Letzterer Begriff wurde als „malum necessarium“ ins Lateinische übernommen.